# Gao (Yibin)

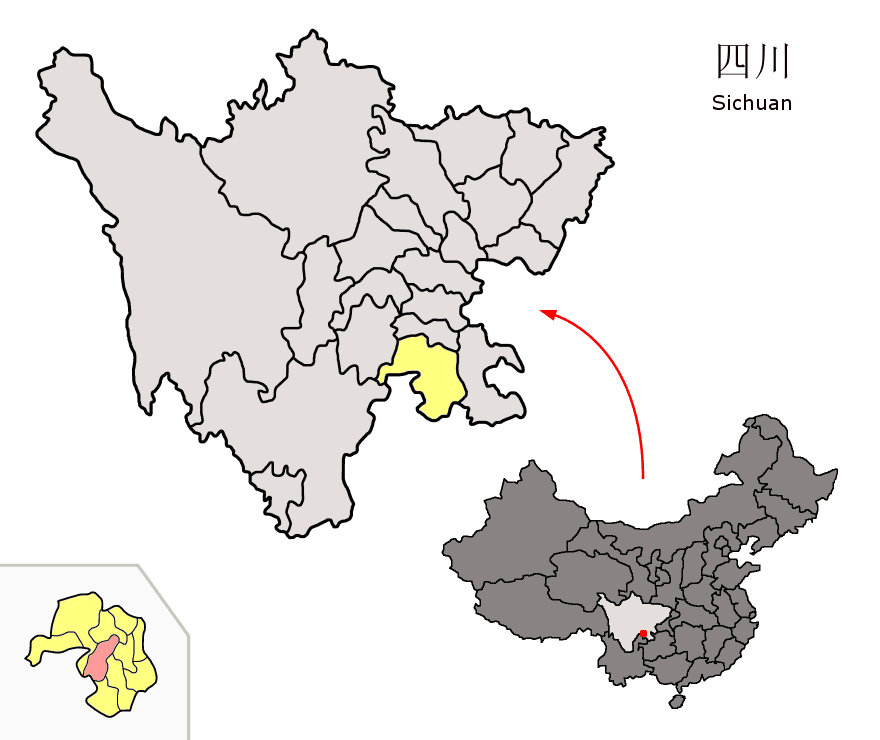
Lage des Kreises Gao (rosa) in der bezirksfreien Stadt Yibin (gelb).

Der Kreis Gao (chinesisch 高县, Pinyin Gāo Xiàn) ist ein Kreis der bezirksfreien Stadt Yibin im Südosten der südwestchinesischen Provinz Sichuan. Er hat eine Fläche von 1.323 km² und zählt 380.893 Einwohner (Stand: Zensus 2020). Sein Hauptort ist die Großgemeinde Qingfu (庆符镇).

## Administrative Gliederung
Auf Gemeindeebene setzt sich der Kreis aus 12 Großgemeindes und 7 Gemeinden zusammen. Diese sind:
- Großgemeinde Wenjiang 文江镇
- Großgemeinde Qingfu 庆符镇, Hauptort, Sitz der Kreisregierung
- Großgemeinde Shahe 沙河镇
- Großgemeinde Jiale 嘉乐镇
- Großgemeinde Dawo 大窝镇
- Großgemeinde Luochang 罗场镇
- Großgemeinde Jiaocun 蕉村镇
- Großgemeinde Kejiu 可久镇
- Großgemeinde Laifu 来复镇
- Großgemeinde Yuejiang 月江镇
- Großgemeinde Shengtian 胜天镇
- Großgemeinde Fuxing 复兴镇

- Gemeinde Zantan 趱滩乡
- Gemeinde Yangtian 羊田乡
- Gemeinde Larun 落润乡
- Gemeinde Yingxi 潆溪乡
- Gemeinde Qingling 庆岭乡
- Gemeinde Shuanghe 双河乡
- Gemeinde Silie 四烈乡